# Christopher Haritzer
Christopher Haritzer (* 28. September 1987 in Lienz) ist ein österreichischer Jazz- und Volksmusiker (Klarinette, Bassklarinette, Steirische Harmonika, Gesang, Komposition).

## Leben und Wirken
Haritzer wuchs in Großkirchheim auf und erhielt zwischen 1996 und 2012 an der Musikschule Mölltal Unterricht auf der Klarinette und der Steirischen Harmonika. Er spielte zunächst traditionelle österreichische Volksmusik. Von 2012 bis 2014 war er Mitglied im Österreichischen Jugendblasorchester unter der Leitung von Thomas Ludescher. Seit 2013 studierte er an der Anton Bruckner Privatuniversität in Linz Jazz-Klarinette bei Florian Bramböck und Peter Tuscher, aber auch „Instrument der Volksmusik“ (Steirische Harmonika) bis zum Abschluss mit Auszeichnung 2019. 
Von 2010 wirkte Haritzer als Gründungsmitglied bis 2016 in der Formation „Die Almrauschigen“ mit, für die er auch arrangierte. 2016 gründete er das Klezmer-Quartett „Kleztorsion“ (zunächst als „Klezmotion“ bzw. „Klezplosion“) und sein Oktett „Sepp“; mit diesen Gruppen war er auch international tätig. Weiterhin arbeitete er im Duo sowohl mit dem Akkordeonisten Paul Schuberth als auch mit dem Geiger und Sänger Tomáš Novák. Er gehört zum Ralph Mothwurf Orchestra (Zelt 2020) und ist seit 2019 musikalischer Leiter der Schlossspiele Kobersdorf.

## Diskographische Hinweise
- Christopher Haritzer & Gerald Ranacher: Schejn. Vom Landler Zum Choral (vienna2day 2011)
- Sepp: Auf der Walz (Alessa Records 2019, mit Gizem Kuş, Tomáš Novák, Victoria Pfeil, Bilge Kaan Kuş, Lothar Beyschlag, Iradi Luna, Tobias Steinberger)